# Vogelhäuser
Vogelhäuser ist ein Ort in der oberschwäbischen Stadt Mindelheim im Landkreis Unterallgäu.

## Lage
Vogelhäuser ist kein amtlich benannter Ortsteil und gehört zu dem knapp einen Kilometer nordwestlich gelegenen Mindelheimer Stadtteil Unggenried. Die Einöde liegt südlich eines Wäldchens, des ehemaligen Tiergartens bei Mindelheim und besteht aus zwei landwirtschaftlichen Höfen aus dem 19. Jahrhundert. Südlich dieser Gehöfte verläuft die Autobahn 96.